# トランプチ・GA5
GA5は、広州汽車集団で製造、トランプチブランドで販売していた自動車である。

## 概要
2010年12月、トランプチブランド設立初のモデルとして発売を開始した。
2015年、レンジエクステンダーを搭載したEVモデルである「GA5 R-EV」の発売を開始した。